# Saône-et-Loire
Saône-et-Loire este un departament în centrul Franței, situat în regiunea Burgundia-Franche-Comté. Este unul dintre departamentele originale ale Franței create în urma Revoluției din 1790. Este numit după două râuri ce traversează departamentul: Saône și Loara.

## Localități selectate

### Prefectură
- Mâcon

### Sub-prefecturi
- Autun
- Chalon-sur-Saône
- Charolles
- Louhans

### Alte orașe
- Le Creusot
- Montceau-les-Mines

### Alte localități
- Saint-Amour-Bellevue

## Diviziuni administrative
- 5 arondismente;
- 57 cantoane;
- 573 comune;